# Ragan
Ragan és una població dels Estats Units a l'estat de Nebraska. Segons el cens del 2000 tenia 46 habitants.

## Demografia
Segons el cens del 2000, Ragan tenia 46 habitants, 19 habitatges, i 12 famílies. La densitat de població era de 71 habitants per km².
Dels 19 habitatges en un 15,8% hi vivien nens de menys de 18 anys, en un 47,4% hi vivien parelles casades, en un 10,5% dones solteres, i en un 31,6% no eren unitats familiars. En el 21,1% dels habitatges hi vivien persones soles el 21,1% de les quals corresponia a persones de 65 anys o més que vivien soles. El nombre mitjà de persones vivint en cada habitatge era de 2,42 i el nombre mitjà de persones que vivien en cada família era de 2,77.
Per edats la població es repartia de la següent manera: un 21,7% tenia menys de 18 anys, un 6,5% entre 18 i 24, un 28,3% entre 25 i 44, un 30,4% de 45 a 60 i un 13% 65 anys o més.
L'edat mediana era de 41 anys. Per cada 100 dones de 18 o més anys hi havia 100 homes.
La renda mediana per habitatge era de 32.083 $ i la renda mediana per família de 40.000 $. Els homes tenien una renda mediana de 30.000 $ mentre que les dones 19.167 $. La renda per capita de la població era de 17.758 $. Cap de les famílies estaven per davall del llindar de pobresa.

## Poblacions més properes
El següent diagrama mostra les poblacions més properes.